# Santuario di Nostra Signora della Graffignana
Il santuario di Nostra Signora della Graffignana è un edificio di culto cattolico che si trova in località San Vito di Casalbuttano ed Uniti, provincia di Cremona. È ubicato sulla SP86 tra Cignone e San Martino in Beliseto. Ufficialmente nominato santuario dell'Immacolata Concezione, è noto come "Nostra Signora della Graffignana", nome di un cascina a corte nelle vicinanze.

## Storia
L'edificio sacro fu costruito nel XVIII secolo sui resti di un più antico, all'interno del quale la tradizione vuole sia avvenuto un evento miracoloso.
L'origine è da collegarsi a uno dei periodi più drammatici della storia cremonese, ovvero la guerra dei francesi contro gli ispano-tedeschi del 1656-1657. I militari francesi, sotto il comando di Francesco I d'Este, duca di Modena e Reggio, arrivarono fino a Cremona compiendo saccheggi. Nel giorno di Pentecoste del 1668, secondo la leggenda, vi sarebbe stata un'apparizione: una dodicenne sordomuta dalla nascita (Brigida Busetti) si recò alla Graffignana; in prossimità delle macerie della cappella dedicata alla Madonna distrutta dai francesi, avrebbe avuto la visione della Madonna che, sul tronco reciso di un fico, esortava la ragazza a disseppellire tra le rovine la sua immagine e quella di suo figlio Gesù. La fanciulla avrebbe riacquistato la parola e l'udito, e riferì al padre l'accaduto. Una volta ritrovata, tutti gli abitanti accorsero a vedere la statua e l'evento miracoloso; così si decise di ricostruire il tempio. Nel 1704 venne eretto il santuario presente ancora oggi, come recita una piccola lapide murata sul fronte del Santuario: “Imperversando ovunque la guerra, nello spazio di sei mesi essa stessa, la Vergine, si eresse questo santuario nel 1704”. Negli anni è stato restaurato e da ricordare è l'opera di Riccardo Palanti.

## Descrizione
L'interno, a unica navata, è costellato di ex-voto, tra cui due bassorilievi collocati dalla famiglia Turina. I medaglioni illustrano la grazia ricevuta dalla Madonna. Sul primo vi è scolpito un cocchio a pariglie coi cavalli imbizzarriti e in corsa per sfuggire all'aggressione di malfattori la sera del 26 febbraio 1825. L'altra reca la stessa data e la scritta: “Le preci della madre Turina e dei figli prevalsero sugli assalti degli empi”.